# Kroglasta strela
Kroglasta strela, tudi kroglasti blisk, je redek naravni električni pojav s podobo žareče krogle različnih velikosti. Običajno se pojavi ob nevihti, po tem ko strela udari ob tla, in traja dosti dlje kot blisk »navadne« strele.
Opisi kroglaste strele se razlikujejo od primera do primera. Lahko lebdi v zraku, se vrti okoli svoje osi, nepredvidljivo premika v različnih smereh, v smeri vetra ali proti njej, odskakuje od zgradb, avtomobilov in celo ljudi. Včasih se brez učinka premika skozi trdne materiale, kot so kovine in les, nekateri pa opisujejo uničujoče delovanje, katero naj bi bilo celo smrtonosno za človeka. Nekatere kroglaste strele izkazujejo afiniteto do kovin, zato se gibljejo vzdolž ograj ali električnih kablov.
So okrogle ali ovalne oblike z nejasnimi, puhastimi robovi. Opisi velikosti segajo od 1-100 cm, povečini od 10-20 cm. Po navadi so kroglaste strele rumene, oranžne ali rdeče barve, vendar so opisani tudi drugi odtenki barv. Trajanje pojava je prav tako različno, od ene sekunde do minute in več, svetlost je medtem konstantna. Kroglasta strela po navadi nenadoma izgine, včasih tudi z glasnim pokom. Nekateri ljudje ob pojavu opisujejo vonjave, podobno ozonu (O3), žveplu (S) ali dušikovim oksidom (NOx).
Opisane so bile številne hipoteze, vendar ima samo hipoteza uplinjenega silicija podporo v meritvah. Hipoteza torej razlaga, da kroglasta strela nastane po udaru strele v tla, zaradi česar se spojine kremena oz. silicijevega dioksida (SiO2) ločijo na kisik (O2) in silicij. Strelo tako sestavlja uplinjen silicij, ki sveti zaradi oksidacije s kisikom. Meritve, opravljene julija 2012, so pokazale, da v emisijskem spektru prevladujejo črte nevtralnih atomov silicija, kalcija (Ca), železa (Fe), dušika in kisika, kar je v nasprotju s strelo, kjer prevladujejo črte ioniziranega dušika. Temperatura kroglaste strele je bila nižja od strele, v dotičnem primeru pa se je krogla gibala s povprečno hitrostjo 8,6 m/s. Zaznana so bila tudi nihanja oz. oscilacije v svetlosti ter izsevanem valovanju kisika in dušika pri frekvenci 100 Hz, ki so verjetno bila posledica elektromagnetnega polja visokonapetostnega kabla s frekvenco 50 Hz.
Kroglasto strelo se sicer pogosto zamenja z Elijevim ognjem, ki je popolnoma drugačen pojav.